# Ronn Carroll
Ronn Carroll (Petersburg, 31 de outubro de 1935), nome artístico de James Ronald Smith, é um ator norte-americano de teatro, cinema e televisão.

## Carreira
Carroll é conhecido principalmente por seu trabalho na Broadway, com mais de vinte créditos em seu nome. Entre os destaques de sua carreira teatral estão duas produções de Annie Get Your Gun (1966 e 1999), com Ethel Merman e Bernadette Peters;  e How to Succeed in Business Without Really Trying (1995), com Matthew Broderick. Outros de seus créditos na Broadaway incluem os elencos originais de Man of La Mancha (1972), Gypsy (1989) e Oklahoma! (2002). No Lincoln Center, atuou nas peças A Man of No Importance, com Roger Rees, e The Front Page, com John Lithgow e Richard Thomas. Carroll estreou no cinema no filme de terror Friday the 13th (1980), produzido e dirigido por Sean S. Cunningham. Ele trabalhou novamente com Cunningham em produções como Spring Break (1983), House (1986) e DeepStar Six (1989).

## Filmografia

### Cinema
| Ano  | Título                                                         | Papel               | Notas                 | Ref.  |
| ---- | -------------------------------------------------------------- | ------------------- | --------------------- | ----- |
| 1980 | Friday the 13th                                                | Sgt. Tierney        |                       | [ 4 ] |
| 1983 | Spring Break                                                   | Oficial de prisão   |                       | [ 4 ] |
| 1984 | Friday the 13th: The Final Chapter                             | Sgt. Tierney        | Filmagem de arquivo   | [ 5 ] |
| 1986 | House                                                          | Policial            |                       | [ 4 ] |
| 1987 | 84 Charing Cross Road                                          | Empresário no avião |                       | [ 4 ] |
| 1987 | House 2: The Second Story                                      | Delegado            |                       | [ 4 ] |
| 1989 | DeepStar Six                                                   | Osborne             |                       | [ 4 ] |
| 1995 | Die Schelme von Schelm                                         | Tio Shlemiel        | Versão em inglês; voz | [ 6 ] |
| 1997 | Fool's Paradise                                                | Foxworth            |                       | [ 7 ] |
| 2005 | The Producers                                                  | Stormtrooper Mel    |                       | [ 4 ] |
| 2013 | Crystal Lake Memories: The Complete History of Friday the 13th | Ele mesmo           | Documentário em vídeo | [ 8 ] |

### Televisão
| Ano  | Título                  | Papel              | Notas                                              | Ref.   |
| ---- | ----------------------- | ------------------ | -------------------------------------------------- | ------ |
| 1979 | NBC Special Treat       | Tio Jack           | Episódio: "New York City Too Far from Tampa Blues" | [ 9 ]  |
| 1980 | Hardhat and Legs        | 1° Jogador         | Telefilme                                          | [ 10 ] |
| 1981 | Texas                   | John Granville     | Série derivada de Another World                    | [ 11 ] |
| 1983 | The Edge of Night       | Stan Hathaway      | Personagem recorrente                              | [ 12 ] |
| 1985 | Spenser For Hire        | Eddie, o porteiro  | Episódio: "No Room at the Inn"                     | [ 13 ] |
| 1986 | Great Performances      | Coro               | Episódio: "Follies in Concert"                     | [ 14 ] |
| 1989 | Kate & Allie            | Ed                 | Episódio: "Moving On"                              | [ 15 ] |
| 1996 | The Summer of Ben Tyler | Juiz Kragen        | Telefilme                                          | [ 16 ] |
| 1997 | Miracle in the Woods    | Agente imobiliário | Telefilme                                          | [ 17 ] |
| 1998 | The Wedding             | Dr. Havermeyer     | Telefilme                                          | [ 18 ] |
| 1999 | Third Watch             | Sr. Littman        | Episódio: "History of the World"                   | [ 19 ] |
| 2001 | Dawson's Creek          | Médico             | Episódio: "High Anxiety"                           | [ 20 ] |